# MikeJePan
MikeJePan, vlastním jménem Mike Oganesjan (narozen jako Mikael Oganesjan, dříve též mající jméno Mike Ye či příjmení Pán), (* 1. března 1997) je kontroverzní český podnikatel a youtuber.

## Život a podnikání
Od svých 17 let pracoval jako finanční poradce pro společnost OVB, větší pozornosti se mu však dostalo až natáčením videí, na kterých záměrně páchal dopravní přestupky (autem například přejel Karlův most) a následně při jejich řešení zasahující policisty nebo strážníky provokoval různými obstrukcemi a rádoby vtipnými, někdy i urážlivými a arogantními komentáři.
Videa následně umisťoval na YouTube jako formu reklamní kampaně na svůj web PojisteniNaPokuty.cz, který sliboval zákazníky pojistit pro případ spáchání dopravního přestupku. Tento kanál byl ovšem dne 22. 5. 2018 zrušen z důvodu porušení pokynů pro komunitu YouTube. V době smazání čítal přes 300 000 odběratelů.
Webová stránka PojištěníNaPokuty.cz byla obchodní značkou družstva Česká vzájemná pojišťovna motoristů, za kterou stál Mike Oganesjan společně s Petrem Kocourkem.[zdroj?] Ačkoliv oba tvrdili, že jsou vlastníci této společnosti, podle obchodního rejstříku ve vlastnické struktuře nefigurovali. Na problematickou a podvodnou činnost této „pojišťovny“ poukazovali odborníci, Česká národní banka i Česká advokátní komora. Od roku 2020 je družstvo v likvidaci.
Společně s Petrem Kocourkem spustil v listopadu 2016 webovou stránku AntiEET.cz, kde nabízel právní ochranu v případech porušení zákona o evidenci tržeb ve věci elektronické evidenci tržeb, Česká advokátní komora ale i před touto službou varovala. Web oficiálně provozoval Spolek provozovatelů služeb v gastronomii a hotelnictví vedený Petrem Kocourkem.
Na konci roku 2019 se na YouTube vrátil prostřednictvím kanálu AROGANTNÍ, jehož provozovatelem byl údajně subjekt se sídlem v Hongkongu[zdroj?], ale i tento kanál byl 1. února 2021 smazán z důvodu porušení pokynů pro komunitu YouTube. V té době měl přes 200 000 odběratelů. Od roku 2021 aktivně streamoval na platformě Twitch.[zdroj?]
V lednu 2021 se Oganesjan pravděpodobně angažoval v umístění tří vozidel na Karlův most. Na těchto byla uvedena webová stránka registrovaná spolkem, který založil. Dle organizátorů bylo cílem akce upozornit na kauzu končícího ředitele policie v Libereckém kraji Vladislava Husáka.
Dne 2. února 2021 Deník N informoval o tom, že byl Oganesjan zatčen kvůli podezření z vydírání. Informaci nepřímo potvrdil mluvčí Městského státního zastupitelství Aleš Cimbala. V dubnu 2022 byl ve věci, kde byl shledán vinným přisvojením pravomoci úřadu, výtržnictvím, vydíráním a násilím proti úřední osobě, odsouzen na tři roky podmíněně se zkušební lhůtou čtyři roky, k pokut; 30 tis. Kč a dvouletému zákazu řízení. Za jiný trestný čin nebezpečné vyhrožování byl pak v červnu 2022 nepravomocně odsouzen k třem letům odnětí svobody. Z dalšího trestného činu vydírání je zároveň obžalován.
Dne 26. května 2022 na sebe Mike Oganesjan podal insolvenční návrh spojený s návrhem na povolení oddlužení, a to pro platební neschopnost. V červenci 2022 soud konstatoval jeho úpadek a povolil oddlužení.
V únoru 2025 přinesla investigativní reportérka Apolena Rychlíková ze žurnalistického projektu Page not found reportáž o největším českém discord serveru obsahujícím nelegální obsah, Mladí a nadržení. Server obsahoval především případy revenge pornografie, ale také materiály podporující nacismus a rasovou nenávist. Údajně se na serveru objevovala také dětská pornografie. Jedním z provozovatelů tohoto serveru měl být právě Oganesjan, který popřel, že byl na serveru aktivní - údajně jeho profil spravovala třetí, "právnická", osoba. Stalo se tak krátce poté, co Oganesjan sám zveřejnil obvinění kontroverzního influencera Dana Suchomela ze sexuálního zneužívání nezletilých dívek.
V dubnu 2025 na sebe upoutal pozornost útoky na europoslankyni Kateřinu Konečnou.
Užívá tituly B. A. a Dr.h.c., přičemž čestný doktorát zakoupil na webu DoktoratOnline.cz. Místo získání údajného zahraničního bakalářského titulu je nejasné.